# Heyne Filmbibliothek
Die Heyne-Filmbibliothek, zeitweise auch Heyne-Film- und -Fernsehbibliothek, ist eine von 1979 bis 2000 im Münchener Heyne Verlag verlegte Reihe, in der vor allem Biografien von Film- und Fernsehstars und andere Bücher aus dem Bereich Film und Fernsehen erschienen.
Wurden zunächst noch Lizenzausgaben ausländischer Autoren verlegt, erschienen bald für die Reihe verfasste Bücher von deutschsprachigen Autoren. Fast immer gab es in den einzelnen Bänden ausführliche Filmografien, was die Reihe vor allem in Zeiten vor dem Internet wertvoll machte, als solche Informationen schwerer zu beschaffen waren.
Von 1987 bis 2000 erschien in der Heyne-Filmbibliothek jährlich ein Film-Jahrbuch des Autors Lothar R. Just, ab 2001 brachte Heyne diese Bände zunächst weiter heraus, allerdings unter einer anderen Seriennummer. Nach dem Film-Jahrbuch für 2005 wurde auch diese Reihe eingestellt.

## Bibliografie
| Band | Autor                                    | Titel                                                                     | Jahr |
| ---- | ---------------------------------------- | ------------------------------------------------------------------------- | ---- |
| 1    | Alan G. Barbour                          | Humphrey Bogart                                                           | 1979 |
| 2    | Foster Hirsch                            | Elizabeth Taylor                                                          | 1979 |
| 3    | Howard Thompson                          | James Stewart                                                             | 1979 |
| 4    | Jerry Vermilye                           | Bette Davis                                                               | 1979 |
| 5    | Jerry Vermilye                           | Cary Grant                                                                | 1979 |
| 6    | Curtis F. Brown                          | Jean Harlow                                                               | 1979 |
| 7    | René Jordan                              | Marlon Brando                                                             | 1979 |
| 8    | Alvin H. Marill                          | Katharine Hepburn                                                         | 1979 |
| 9    | Romano Tozzi                             | Spencer Tracy                                                             | 1979 |
| 10   | Lee Edward Stern                         | Der Musicalfilm                                                           | 1979 |
| 11   | Tony Thomas                              | Gregory Peck                                                              | 1980 |
| 12   | Curtis F. Brown                          | Ingrid Bergman                                                            | 1980 |
| 13   | Michael Kerbel                           | Paul Newman                                                               | 1980 |
| 14   | James Juneau                             | Judy Garland                                                              | 1980 |
| 15   | George Morris                            | Errol Flynn                                                               | 1980 |
| 16   | Andrew Bergman                           | James Cagney                                                              | 1980 |
| 17   | Adam Reilly                              | Harold Lloyd                                                              | 1980 |
| 18   | Uwe-Jens Schumann                        | Hans Albers                                                               | 1980 |
| 19   | John Baxter                              | John Ford                                                                 | 1980 |
| 20   | Robert Chazal                            | Louis de Funès                                                            | 1980 |
| 21   | Pierre J.-B. Benichou & Sylviane Pommier | Romy Schneider                                                            | 1981 |
| 22   | John Gabree                              | Der klassische Gangsterfilm                                               | 1981 |
| 23   | Michel Lebrun                            | Woody Allen                                                               | 1980 |
| 24   | Gregor Ball                              | Heinz Rühmann                                                             | 1981 |
| 25   | René Jordan                              | Gary Cooper                                                               | 1981 |
| 26   | Thomas Jeier                             | Jane Fonda                                                                | 1981 |
| 27   | Peter Cornelsen                          | Helmut Käutner                                                            | 1980 |
| 28   | Karin Wichmann                           | Hans Moser                                                                | 1980 |
| 29   | Tony Thomas                              | Burt Lancaster                                                            | 1981 |
| 30   | Gerald Peary                             | Rita Hayworth                                                             | 1981 |
| 31   | François Guerif & Stéphane Levy-Klein    | Jean-Paul Belmondo                                                        | 1981 |
| 32   | Ludwig Maibohm                           | Fritz Lang                                                                | 1981 |
| 33   | Robert Payne                             | Greta Garbo                                                               | 1985 |
| 34   | Joe Hembus                               | Charlie Chaplin                                                           | 1981 |
| 35   | Michael Bavar                            | Mae West                                                                  | 1981 |
| 36   | Udo W. Wolff                             | Preußens Glanz und Gloria im Film                                         | 1981 |
| 37   | Gregor Ball                              | Gert Fröbe                                                                | 1982 |
| 38   | Claude Gauteur & André Bernard           | Jean Gabin                                                                | 1981 |
| 39   | Robert Moss                              | Der klassische Horror-Film                                                | 1982 |
| 40   | Roland Flamini                           | Vom Winde verweht                                                         | 1982 |
| 41   | Stuart Kaminsky                          | John Huston                                                               | 1981 |
| 42   | Leonard Maltin                           | Der klassische amerikanische Zeichentrickfilm                             | 1982 |
| 43   | Stephen Harvey                           | Fred Astaire                                                              | 1982 |
| 44   | Erich Kocian                             | Die James Bond Filme                                                      | 1982 |
| 45   | Gregor Ball                              | Curd Jürgens                                                              | 1982 |
| 46   | Gerard Lenne                             | Der erotische Film                                                        | 1982 |
| 47   | Joseph McBride                           | Orson Welles                                                              | 1982 |
| 48   | René Jordan                              | Clark Gable                                                               | 1986 |
| 49   | Alain Rémond                             | Yves Montand                                                              | 1982 |
| 50   | Bernard D’Eckardt                        | Brigitte Bardot                                                           | 1982 |
| 51   | Manfred Bernhard                         | Die Tarzan-Filme                                                          | 1983 |
| 52   | Meinolf Zurhorst & Lothar R. Just        | Jack Nicholson                                                            | 1983 |
| 53   | Philippe Setbon                          | Klaus Kinski                                                              | 1983 |
| 54   | Christian Hellmann                       | Der Science Fiction Film                                                  | 1983 |
| 55   | Bernd Eckardt                            | Rainer Werner Fassbinder                                                  | 1982 |
| 56   | Michael Kerbel                           | Henry Fonda                                                               | 1982 |
| 57   | Joan Mellen                              | Marilyn Monroe                                                            | 1983 |
| 58   | Gregor Ball                              | Grace Kelly                                                               | 1983 |
| 59   | Paul Ferris                              | Richard Burton                                                            | 1983 |
| 60   | Jeff Lenburg                             | Dustin Hoffman                                                            | 1983 |
| 61   | George Morris                            | Doris Day                                                                 | 1983 |
| 62   | Ulrich Hoppe                             | Casablanca                                                                | 1983 |
| 63   | Raymond Lefévre                          | Sir Laurence Olivier                                                      | 1983 |
| 64   | Thomas Allen Nelson                      | Stanley Kubrick (auch als Nr. 63)                                         | 1984 |
| 65   | Meinolf Zurhorst & Lothar R. Just        | Lino Ventura                                                              | 1984 |
| 66   | Thomas Jeier                             | Robert Redford                                                            | 1984 |
| 67   | Francoise Gerber                         | Catherine Deneuve                                                         | 1984 |
| 68   | Norbert Stresau                          | Der Fantasy Film                                                          | 1984 |
| 69   | A. E. Hotchner                           | Sophia Loren                                                              | 1984 |
| 70   | Rein A. Zondergeld                       | Alain Delon                                                               | 1984 |
| 71   | George Carpozi                           | John Wayne                                                                | 1984 |
| 72   | David Dalton                             | James Dean                                                                | 1984 |
| 73   | Ronald M. Hahn & Volker Jansen           | Kultfilme                                                                 | 1985 |
| 74   | Michael Feeney Callan                    | Sean Connery                                                              | 1984 |
| 75   | David E. Outerbridge                     | Liv Ullmann                                                               | 1984 |
| 76   | Ulrich Hopp3                             | Die Marx Brothers                                                         | 1985 |
| 77   | John Howlett                             | Frank Sinatra                                                             | 1985 |
| 78   | Siegfried Tesche                         | Die neuen Stars des deutschen Films                                       | 1985 |
| 79   | Leslie Frewin                            | Marlene Dietrich                                                          | 1985 |
| 80   | Willi Winkler                            | Die Filme von François Truffaut                                           | 1985 |
| 81   | Robert J. Kirberg                        | Steve McQueen                                                             | 1985 |
| 82   | Norbert Stresau                          | Der Oscar                                                                 | 1985 |
| 83   | Gregor Ball                              | Anthony Quinn                                                             | 1985 |
| 84   | Willi Winkler                            | Humphrey Bogart und Hollywoods schwarze Serie                             | 1985 |
| 85   | Norbert Stresau                          | Audrey Hepburn                                                            | 1985 |
| 86   | Frauke Hanck & Lothar R. Just            | Shirley MacLaine                                                          | 1986 |
| 87   | Rolf Thissen                             | Russ Meyer - Der König des Sexfilms                                       | 1985 |
| 88   | Roland Lacourbe                          | Kirk Douglas                                                              | 1985 |
| 89   | Rolf Thissen                             | Heinz Erhardt                                                             | 1986 |
| 90   | Gudrun Lukasz-Aden & Christel Strobel    | Der Frauenfilm                                                            | 1986 |
| 91   | Bodo Fründt                              | Alfred Hitchcock und seine Filme                                          | 1986 |
| 92   | Gerald Cole & Peter Williams             | Clint Eastwood                                                            | 1986 |
| 93   | Michael Althen                           | Rock Hudson                                                               | 1986 |
| 94   | Michael Feeney Callan                    | Julie Christie                                                            | 1986 |
| 95   | Ulli Weiss                               | Das neue Hollywood                                                        | 1986 |
| 96   | Norbert Stresau                          | Der Horror-Film                                                           | 1987 |
| 97   | Michael Freedland                        | Jack Lemmon                                                               | 1986 |
| 98   | Allan Hunter                             | Walter Matthau                                                            | 1986 |
| 99   | Herbert Spaich                           | Maria Schell                                                              | 1986 |
| 100  | Claudius Seidl                           | Der Deutsche Film der 50er Jahre                                          | 1986 |
| 101  | Michael Althen                           | Robert Mitchum                                                            | 1987 |
| 102  | Thomas Jeier                             | Der Western-Film                                                          | 1987 |
| 103  | Heiko R. Blum                            | Götz George                                                               | 1989 |
| 104  | Michael O. Huebner                       | Lilli Palmer                                                              | 1986 |
| 105  | Lothar R. Just                           | Film-Jahrbuch 1987                                                        | 1987 |
| 106  | Andreas Missler                          | Alec Guinness                                                             | 1987 |
| 107  | John Daniell                             | Ava Gardner                                                               | 1987 |
| 108  | Meinolf Zurhorst                         | Robert De Niro                                                            | 1987 |
| 109  | Andrea Thain                             | Meryl Streep                                                              | 1987 |
| 110  | Rolf Thissen                             | Howard Hawks                                                              | 1987 |
| 111  | Dorin Popa                               | O. W. Fischer                                                             | 1989 |
| 112  | Michael R. Collings                      | Stephen King                                                              | 1987 |
| 113  | Allan Hunter                             | Faye Dunaway                                                              | 1987 |
| 114  | N. A.                                    |                                                                           |      |
| 115  | Lothar R. Just                           | Film-Jahrbuch 1988                                                        | 1988 |
| 116  | Claudius Seidl                           | Billy Wilder                                                              | 1988 |
| 117  | Friedemann Beyer                         | Peter Lorre                                                               | 1988 |
| 118  | Tony S. Camonte                          | 100 Jahre Hollywood                                                       | 1987 |
| 119  | Hauke Lange-Fuchs                        | Ingmar Bergman                                                            | 1988 |
| 120  | Cornelia Zumkeller                       | Zarah Leander                                                             | 1988 |
| 121  | Wolfgang Schweiger                       | Der Polizeifilm                                                           | 1989 |
| 122  | Claudio G. Fava & Mathilde Hochkofler    | Marcello Mastroianni                                                      | 1988 |
| 123  | Meinolf Zurhorst                         | Die neuen Gesichter Hollywoods                                            | 1988 |
| 124  | Roland Keller                            | Die Traumfabrik - Bavaria Filmstadt                                       | 1988 |
| 125  | Jerry Vermilye                           | Barbara Stanwyck                                                          | 1988 |
| 126  | Ulli Weiss                               | Sylvester Stallone                                                        | 1988 |
| 127  | Gudrun Lukasz-Aden & Christel Strobel    | Der Kinderfilm von A – Z                                                  | 1988 |
| 128  | Claudio G. Fava & Aldo Viganó            | Federico Fellini                                                          | 1989 |
| 129  | Meinolf Zurhorst                         | Mickey Rourke                                                             | 1989 |
| 130  | Lothar R. Just                           | Film-Jahrbuch 1989                                                        | 1989 |
| 131  | Friedemann Beyer                         | Die UFA-Stars im 3. Reich                                                 | 1991 |
| 132  | Marianne Sinclair                        | Hollywood Lolita                                                          | 1989 |
| 133  | Gabriele Lauermann                       | Jeanne Moreau                                                             | 1989 |
| 134  | Tony Crawley                             | Steven Spielberg                                                          | 1989 |
| 135  | Michael Feeney Callan                    | Jayne Mansfield                                                           | 1989 |
| 136  | Norbert Stresau                          | Eddie Murphy                                                              | 1990 |
| 137  | Wolf Donner & Jürgen Menningen           | Signale der Sinnlichkeit                                                  | 1989 |
| 138  | J. Randy Taraborrelli                    | Cher                                                                      | 1990 |
| 139  | Paul Honeyford                           | Harrison Ford                                                             | 1990 |
| 140  | Rolf Giesen                              | Sagenhafte Welten                                                         | 1990 |
| 141  | Andreas Missler                          | Charles Laughton                                                          | 1990 |
| 142  | Lothar R. Just                           | Film-Jahrbuch 1990                                                        | 1990 |
| 143  | N. A.                                    |                                                                           |      |
| 144  | Reinhold Rauh                            | Wim Wenders                                                               | 1990 |
| 145  | David Shipman                            | Marlon Brando                                                             | 1990 |
| 146  | N. A.                                    |                                                                           |      |
| 147  | Norbert Stresau                          | Michael Douglas                                                           | 1991 |
| 148  | Meinolf Zurhorst                         | Die neuen Sexgöttinnen                                                    | 1990 |
| 149  | Michael Freedland                        | Liza Minnelli                                                             | 1990 |
| 150  | Cornelia Zumkeller                       | Bogart & Bacall                                                           | 1990 |
| 151  | Rolf Thissen                             | Eddie Constantine                                                         | 1991 |
| 152  | Gebhard Hölzl & Matthias Peipp           | Fahr zur Hölle, Charlie ! - der Vietnamkrieg im amerikanischen Film       | 1991 |
| 153  | Lothar R. Just                           | Film-Jahrbuch 1991                                                        | 1991 |
| 154  | Reinhold Rauh                            | Woody Allen, seine Filme - sein Leben                                     | 1993 |
| 155  | Alain Charlot                            | Die 100 besten Kriminal-Filme                                             | 1991 |
| 156  | Eric Shangai                             | Madonna                                                                   | 1991 |
| 157  | Josef Höller                             | Lexikon der Filmregisseure                                                | 0000 |
| 158  | Burt N. Silva                            | Arnold Schwarzenegger                                                     | 1993 |
| 159  | –                                        | Die 100 besten Western-Filme                                              | 1991 |
| 160  | N. A.                                    |                                                                           |      |
| 161  | Rolf Giesen                              | Lachbomben - Die großen Komiker                                           | 1991 |
| 162  | Meinolf Zurhorst                         | Gérard Depardieu                                                          | 1993 |
| 163  | Meinolf Zurhorst                         | Isabelle Adjani, ihre Filme - ihr Leben                                   | 1992 |
| 164  | Norbert Stresau                          | Kevin Costner                                                             | 1994 |
| 165  | Robert Fischer                           | David Lynch                                                               | 1997 |
| 166  | Lauren Bacall                            | Mein Leben - Autobiographie Lauren Bacall                                 | 1992 |
| 167  | Lothar R. Just                           | Film-Jahrbuch 1992 (über 800 Filme)                                       | 1992 |
| 168  | Meinolf Zurhorst                         | Julia Roberts                                                             | 1999 |
| 169  | Gebhard Hölzl & Thomas Lassonczyk        | Armin Mueller-Stahl, seine Filme, sein Leben                              | 1992 |
| 170  | Cookie Lommel                            | Michelle Pfeiffer                                                         | 1992 |
| 171  | Friedemann Beyer                         | Karlheinz Böhm, seine Filme - sein Leben                                  | 1992 |
| 172  | Christopher Warwick                      | Peter Ustinov, Schlitzohr und Gentleman                                   | 1992 |
| 173  | Armand Dupont                            | Die 100 besten erotischen Filme                                           | 1993 |
| 174  | Herbert Spaich                           | Ernst Lubitsch                                                            | 1992 |
| 175  | Friedemann Beyer                         | Die Gesichter der UFA, Starportraits einer Epoche                         | 1992 |
| 176  | Meinolf Zurhorst, Heiko R. Blum          | Mario Adorf, seine Filme - sein Leben                                     | 1992 |
| 177  | Adolf Heinzlmeier                        | Kim Basinger                                                              | 1992 |
| 178  | Heiko R. Blum                            | Michel Piccoli, seine Filme - sein Leben                                  | 1993 |
| 179  | Robert Fischer                           | Jodie Foster, Hollywoods Wunderkind                                       | 1993 |
| 180  | Meinolf Zurhorst                         | Richard Gere, seine Filme - sein Leben                                    | 1993 |
| 181  | Lothar R. Just                           | Film-Jahrbuch 1993                                                        | 1993 |
| 182  | Rolf Thissen                             | 100 Jahre Film                                                            | 1993 |
| 183  | Cornelia Zumkeller                       | Tracy & Hepburn, eine Liebesgeschichte                                    | 1993 |
| 184  | Quentin Falk                             | Anthony Hopkins, der Mann, der Hannibal Lecter war                        | 1993 |
| 185  | Frank Schnelle                           | Die Spielberg-Factory, Kindheitsträume im Kino                            | 1993 |
| 186  | Heiko R. Blum                            | Manfred Krug, seine Filme - sein Leben                                    | 1993 |
| 187  | Brent Maddock                            | Die Filme von Jacques Tati                                                | 1993 |
| 188  | Gebhard Hölzl                            | Sharon Stone                                                              | 1995 |
| 189  | Ronald M. Hahn                           | Die Star Trek-Filme                                                       | 1993 |
| 190  | Karsten Prüßmann                         | Die Dracula-Filme - von Friedrich Wilhelm Murnau bis Francis Ford Coppola | 1993 |
| 191  | Reinhold Rauh                            | Edgar Reitz, Film als Heimat                                              | 1993 |
| 192  | Frank Schnelle                           | Tom Cruise, seine Filme - sein Leben                                      | 1998 |
| 193  | Rolf Giesen                              | Die großen Filmkomiker                                                    | 1993 |
| 194  | T. D. Maguffee                           | Sigourney Weaver                                                          | 1994 |
| 195  | Hans Schifferle                          | Die 100 besten Horror-Filme                                               | 1994 |
| 196  | Robert Fischer                           | Isabella Rossellini, Faszination eines Gesichts                           | 1994 |
| 197  | Lothar R. Just                           | Film-Jahrbuch 1994                                                        | 1994 |
| 198  | Norbert Stresau                          | Der Oscar                                                                 | 1996 |
| 199  | Gerald Cole & Peter Williams             | Clint Eastwood, seine Filme, sein Leben                                   | 1994 |
| 200  | –                                        | Video/TV-Jahrbuch 1991                                                    | 1991 |
| 201  | Jean Lüdecke                             | Kultfilme auf Video                                                       | 1994 |
| 202  | Karsten Prüßmann                         | Whoopi Goldberg                                                           | 1994 |
| 203  | Robert Fischer                           | Al Pacino                                                                 | 1994 |
| 204  | Norbert Stresau                          | Michael Douglas, seine Filme - sein Leben                                 | 1994 |
| 205  | Thomas Jeier                             | Robert Redford, seine Filme, sein Leben                                   | 1998 |
| 206  | Heiko R. Blum                            | Götz George, das liebenswerte Rauhbein                                    | 1998 |
| 207  | Joe Hembus                               | Western-Lexikon (erweiterte Neuauflage)                                   | 1994 |
| 208  | Meinolf Zurhorst                         | Robin Williams                                                            | 1994 |
| 209  | Thomas Elsaesser                         | Der neue Deutsche Film                                                    | 1994 |
| 210  | Edward Z. Epstein & Joe Morella          | Mia Farrow                                                                | 1993 |
| 211  | Rein A. Zondergeld                       | Alain Delon - Der eiskalte Engel                                          | 1995 |
| 212  | Ralph Sander                             | Die Star Trek Biographien                                                 | 1995 |
| 213  | Marianne Gray                            | Gérard Depardieu                                                          | 1995 |
| 214  | Karsten Prüßmann                         | Jeremy Irons                                                              | 1995 |
| 214  | Katharina Blum                           | Juliette Binoche, die unnahbare Schöne                                    | 1995 |
| 215  | Lothar R. Just                           | Filmjahrbuch 1995                                                         | 1995 |
| 217  | Frank Schnelle                           | Winona Ryder, das Gesicht der neunziger Jahre                             | 1995 |
| 218  | Richard Schickel                         | Marlon Brando - Tango des Lebens                                          | 1994 |
| 219  | John Parker                              | Jack Nicholson                                                            | 1995 |
| 220  | Rolf Thissen                             | Sex Verklärt - Der deutsche Aufklärungsfilm                               | 1995 |
| 221  | Rainer Dick                              | Laurel & Hardy - Die größten Komiker aller Zeiten                         | 1995 |
| 222  | Tony Thomas                              | Filmmusik - die großen Filmkomponisten - ihre Kunst und ihre Technik      | 1995 |
| 223  | N. A.                                    |                                                                           |      |
| 224  | Ronald M. Hahn                           | Das Heyne Lexikon des erotischen Films                                    | 1995 |
| 225  | John Parker                              | Sean Connery                                                              | 1995 |
| 226  | Wolf Jahnke                              | Die 100 Besten Action-Filme                                               | 1995 |
| 227  | N. A.                                    |                                                                           |      |
| 228  | Robert Fischer                           | Bernhard Wicki, Regisseur und Schauspieler                                | 1994 |
| 229  | Meinolf Zurhorst                         | Tom Hanks - Der weise Tor                                                 | 1995 |
| 230  | Klaus Kreimeier                          | Die Ufa-Story. Geschichte eines Filmkonzerns                              |      |
| 231  | Sabine Reichel                           | Bad Girls, Hollywoods böse Beauties                                       | 1996 |
| 232  | Charlotte Chandler                       | Groucho - Der Chef der Marx-Brothers                                      | 1995 |
| 233  | Christian Haderer & Wolfgang Bachschwöll | Kultserien im Fernsehen                                                   | 1996 |
| 234  | Karsten Prüßmann                         | Meg Ryan                                                                  | 1996 |
| 235  | Heiko R. Blum & Sigrid Schmitt           | Klaus Maria Brandauer                                                     | 1996 |
| 236  | Rolf Thissen                             | Russ Meyer - König des Sexfilms                                           | 1996 |
| 237  | Lothar R. Just                           | Filmjahrbuch 1996                                                         | 1996 |
| 238  | Karsten Prüßmann                         | Brad Pitt                                                                 | 1996 |
| 239  | Roland Keller                            | Karl Valentin und seine Filme                                             | 1996 |
| 240  | Adolf Heinzlmeier                        | Mel Gibson                                                                | 1996 |
| 241  | Enzo Siciliano                           | Pier Paolo Pasolini, Leben und Werk                                       | 1994 |
| 242  | Matthias Peipp & Bernhard Springer       | Edle Wilde - Rote Teufel                                                  | 1997 |
| 243  | Janet Leigh, Christopher Nickens         | Psycho - Hinter den Kulissen von Hitchcocks Kultthriller                  | 1996 |
| 244  | Oliver Denker                            | Star Wars - Die Filme                                                     | 1996 |
| 245  | Adolf Heinzlmeier                        | Johnny Depp - Der sensible Don Juan                                       | 1996 |
| 246  | Sidney Lumet                             | Filme machen - Hinter der Kamera mit einem großen Regisseur               | 1996 |
| 247  | Andreas Kasprzak                         | Stephen King und seine Filme                                              | 1996 |
| 248  | Meinolf Zurhorst                         | Demi Moore, Lady und Vamp                                                 | 1997 |
| 249  | Mary Thürmer                             | John Travolta                                                             | 1997 |
| 250  | Ronald M. Hahn & V                       | Lexikon des SF-Films                                                      | 1997 |
| 251  | Ingrid Millar                            | Liam Neeson - Das sanfte Rauhbein                                         | 1997 |
| 252  | Lothar R. Just                           | Filmjahrbuch 1997                                                         | 1997 |
| 253  | N. A.                                    |                                                                           |      |
| 252  | Andreas Pittler                          | Monty Python - über den Sinn des Lebens                                   | 1997 |
| 254  | Katharina Blum                           | Til Schweiger                                                             | 1997 |
| 255  | Thilo Wydra                              | Volker Schlöndorff und seine Filme                                        | 1998 |
| 256  | Lothar R. Just                           | Filmjahrbuch 1998                                                         | 1998 |
| 257  | Michael Althen                           | Dean Martin, seine Filme - sein Leben                                     | 1997 |
| 257  | Stefan Hammond, Mike Wilkins             | Sex und Zen und eine Kugel in den Kopf - Der Hongkong-Film                | 1999 |
| 259  | Katharina Blum                           | Katja Riemann - Mit Charme und Power                                      | 1998 |
| 260  | N. A.                                    |                                                                           |      |
| 261  | Andreas Pittler                          | Rowan Atkinson >>Mr. Bean<<                                               | 1998 |
| 262  | Adolf Heinzlmeier                        | Heiner Lauterbach - Der sanfte Macho                                      | 1998 |
| 263  | N. A.                                    |                                                                           |      |
| 264  | Heiko R. Blum, Katharina Blum            | Gesichter des neuen deutschen Films                                       | 1999 |
| 265  | Jürgen Seibold                           | Leonardo DiCaprio - Der romantische Held                                  | 1999 |
| 266  | Lothar R. Just                           | Filmjahrbuch 1999 - Alle Erstaufführungen im Kino, Fernsehen, Video       | 1999 |
| 267  | Paula Parisi                             | James Cameron und „Titanic“                                               | 1998 |
| 268  | N. A.                                    |                                                                           |      |
| 269  | Donald Spoto                             | Alfred Hitchcock und seine Filme                                          | 1999 |
| 270  | N. A.                                    |                                                                           |      |
| 271  | N. A.                                    |                                                                           |      |
| 272  | Karsten Prüßmann                         | Pierce Brosnan - Mehr als James Bond                                      | 2000 |
| 273  | Rolf Thissen                             | Stanley Kubrick                                                           | 1999 |
| 274  | Lothar R. Just                           | Film-Jahrbuch 2000 - Alle Erstaufführungen im Kino, Fernsehen, Video      | 2000 |
| 275  | Donald Spoto                             | Marlene Dietrich - Die große Biographie                                   | 2000 |